# Juan Castilla
Juan Andrés Castilla Lozano (Cali, 27 luglio 2004) è un calciatore colombiano con cittadinanza statunitense, centrocampista del Deportivo Pasto.

## Biografia
Nato in Colombia, si è trasferito negli Stati Uniti all'età di tre anni con la famiglia.

## Carriera

### Club
Castilla è cresciuto nel settore giovanile dello Houston Dynamo, con cui ha firmato il primo contratto da homegrown player il 15 giugno 2020, divenendo il più giovane tesserato nella storia della franchigia statunitense. Ha debuttato in MLS il 31 ottobre 2021 nell'incontro perso 1-0 contro il Colorado Rapids. La stagione seguente è stato assegnato alla squadra B nella neonata MLS Next Pro, ed il 19 settembre 2022 ha segnato il suo primo gol nel successo per 2-0 sul North Texas.
Il 23 luglio 2023 è stato acquistato a titolo definitivo dal Deportivo Cali, club della prima divisione colombiana. Dopo una sola stagione ha cambiato nuovamente casacca passando al Deportivo Pasto.

### Nazionale
Nel 2022 ha giocato con le nazionali giovanili statunitensi Under-17 ed Under-19, prima di optare per la nazionalità colombiana.
Nel 2023 con la Colombia Under-20 ha preso parte al campionato sudamericano ed al campionato mondiale di categoria.

## Statistiche
Statistiche aggiornate al 24 luglio 2024.

### Presenze e reti nei club
| Stagione                | Squadra                 | Campionato              | Campionato | Campionato | Coppe nazionali | Coppe nazionali | Coppe nazionali | Coppe continentali | Coppe continentali | Coppe continentali | Altre coppe | Altre coppe | Altre coppe | Totale | Totale | Totale |
| Stagione                | Squadra                 | Comp                    | Pres       | Reti       | Comp            | Pres            | Reti            | Comp               | Pres               | Reti               | Comp        | Pres        | Reti        | Pres   | Reti   |        |
| ----------------------- | ----------------------- | ----------------------- | ---------- | ---------- | --------------- | --------------- | --------------- | ------------------ | ------------------ | ------------------ | ----------- | ----------- | ----------- | ------ | ------ | ------ |
| 2021                    | Houston Dynamo          | MLS                     | 2          | 0          | -               | -               | -               | -                  | -                  | -                  | -           | -           | -           | 2      | 0      |        |
| 2022                    | Houston Dynamo          | MLS                     | 0          | 0          | USCup           | 1               | 0               | -                  | -                  | -                  | -           | -           | -           | 1      | 0      |        |
| Totale Houston Dynamo   | Totale Houston Dynamo   | Totale Houston Dynamo   | 2          | 0          |                 | 1               | 0               |                    | -                  | -                  |             | -           | -           | 3      | 0      |        |
| 2022                    | Houston Dynamo 2        | MNP                     | 17         | 1          | -               | -               | -               | -                  | -                  | -                  | -           | -           | -           | 17     | 1      |        |
| 2023                    | Houston Dynamo 2        | MNP                     | 7          | 1          | -               | -               | -               | -                  | -                  | -                  | -           | -           | -           | 7      | 1      |        |
| Totale Houston Dynamo 2 | Totale Houston Dynamo 2 | Totale Houston Dynamo 2 | 24         | 1          |                 | -               | -               |                    | -                  | -                  |             | -           | -           | 24     | 1      |        |
| 2023                    | Deportivo Cali          | A                       | 11         | 0          | CC              | 0               | 0               | -                  | -                  | -                  | -           | -           | -           | 11     | 0      |        |
| 2024                    | Deportivo Cali          | A                       | 3          | 0          | CC              | 0               | 0               | -                  | -                  | -                  | -           | -           | -           | 3      | 0      |        |
| Totale Deportivo Cali   | Totale Deportivo Cali   | Totale Deportivo Cali   | 14         | 0          |                 | 0               | 0               |                    | -                  | -                  |             | -           | -           | 14     | 0      |        |
| 2024                    | Deportivo Pasto         | A                       | 19         | 0          | CC              | 3               | 1               | -                  | -                  | -                  | -           | -           | -           | 22     | 1      |        |
| Totale carriera         | Totale carriera         | Totale carriera         | 59         | 2          |                 | 4               | 1               |                    | -                  | -                  |             | -           | -           | 63     | 3      |        |